# 邵荣光
邵荣光，北京协和医学院教授，中国医学科学院医药生物技术研究所所长，主要从事生物技术药物等方面的研究发表论文数百篇、获得发明专利数十项，编译《抗体药物研究与应用》等多本著作，中国教育部第四批"长江学者"特聘教授。

## 生平
曾获得浙江医科大学医学学士、中国协和医科大学医学硕士和博士学位；在美国国立卫生研究院(NIH)国立癌症研究所从事博士后研究，现任中国医学科学院医药生物技术研究所所长、北京协和医学院教授。

## 学术兼职
中国国务院第七届学位委员会学科评议(药学)组成员。
《中国医药生物技术》、《中国生化药学杂志》、《中国抗生素杂志》等期刊副主编。